# Roberto Bodegas
Roberto Bodegas   (Madrid, 3 de juny de 1933 - 2 d'agost de 2019) va ser un director i guionista de cinema espanyol.

## Biografia
Neix a Madrid el 3 de juny de 1933. Va cursar estudis de batxillerat, marina mercant i filosofia i lletres. La seva família era originària d'Haro, on es va afeccionar a la tauromàquia.
En 1958 dirigeix la secció cinema amateur al Cinema Ateneu de Madrid. Un any més tard col·labora a l'Escola Oficial de Cinema.
En 1961 emigra a París, on treballa amb directors de la talla de Serge Bourguignan, Jean Valérie, Christien Jacques, Gérard Oury, Fred Zimmerman, Dennys de la Patelliere i Jacques Deray. El 1971 va dirigir Españolas en París que fou seleccionada pel 7è Festival Internacional de Cinema de Moscou.
Entre els anys 1982 i 1990 col·labora amb José Luis Garci i Pilar Miró. En 1984 va dimitir com a membre de la comissió per a concedir ajudes al cinema del Ministeri de Cultura.

## Filmografia

### Cinema
- Matar al Nani (1985) director
- Corazón de papel (1982) director
- Miedo a salir de noche (1980) guionista
- Libertad provisional (1976) guionista
- La adúltera (1975) guionista
- Los nuevos españoles (1974) guionista
- Vida conyugal sana (1973) director
- Españolas en París (1971) director

### Televisió
- El secreto de la porcelana (1998)
- La virtud del asesino (1998)
- Rutas de ida y vuelta (1995)
- Joc de rol (1994)

### Documentals
- 20-N: los últimos días de Franco (2008)
- Condenado a vivir (2002), sobre la vida del poeta tetraplégico Ramón Sampedro, cinta anterior a la d'Alejandro Amenábar

## Premis
Medalles del Cercle d'Escriptors Cinematogràfics
| Any  | Categoria       | Pel·lícula         | Resultat  |
| ---- | --------------- | ------------------ | --------- |
| 1971 | Premi revelació | Españolas en París | Guanyador |